# Diálogo Interamericano
El Diálogo Interamericano (también conocido como el Diálogo o DIA) es un centro de pensamiento basado en EE. UU. en el campo de las relaciones internacionales principalmente concentrados en el hemisferio occidental. Con sede en Washington D. C., Promueve "adoptar la democracia gubernamental, prosperidad, y equidad social en Latinoamérica y el Caribe". El foco de áreas del Diálogo es el estado de derecho, educación, migración, remesas, energía, cambio de clima y las industrias extractivas.

## Historia
El Diálogo fue originado de los esfuerzos de Abraham F. Lowenthal, que en los tardes 1970s y temprano 1980s era el secretario del programa de Latinoamérica en el Woodrow Wilson Centro Internacional para Becarios. Junto con Peter D. Bell, quién en aquel tiempo estuvo trabajando en el programa de Latinoamérica de la Fundación Ford,  se acercó a Sol M. Linowitz, que en momento era Embajador de EE.UU. en laOrganización de Estados americanos, con la idea de reunir ciudadanos del hemisferio para poner en orden una agenda regional. Linowitz Propuso la creación de un "diálogo interamericano". Él habló de la idea a Galo Plaza, el expresidente de Ecuador y el ex secretario general de la Organización de Estados americanos.
La primera reunión de los miembros del Diálogo se dio en 1982 bajo los auspicios del Aspen Instituto. Al principio el Diálogo no se enfocó en reseñas originales, habiendo sólo dos empleados full time. Finalmente, Lowenthal adquirió los fondos necesarios para convertir el Diálogo en un  think tank con un equipo directivo profesional a tiempo completo. Esto, junto con los cambios en la política mundial, puso al Diálogo en una posición ventajosa en la política Latinoamérica con ayuda de la administración de Bill Clinton En el 1993, el Diálogo expandido y diversificó sus actividades para incluir conferencias, seminarios congresionales, foros para visitas hispanoamericanas, y artículos profesionales escritos por sí mismo.
En 1993, el Diálogo condujo una investigación sobre la función de "los actores externos quienes podrían consolidar, profundizar y defender la democracia en el Hemisferio Occidental". El tiempo para esta publicación fue considerado perfecto considerando "el movimiento de la Europa Oriental y Latinoamérica hacia un gobierno democrático". Defendiendo el "mercado a base de soluciones hacia la reducción de la pobreza" como fuerza que conduce la ola democrática, el Diálogo estaba ansioso para ayudar a adoptar en Latinoamérica "un modelo económico alimentado por el deseo individual de consumir y emplear un mercado con precios fijos para coordinar con eficacia relativa el suministro y la demanda de bienes, servicios, y capital".
En 2005, el Diálogo liberó un informe en Latinoamérica titulado "Una Rotura en las Nubes", exponiendo "los retos intimidantes todavía afrontando la región". En 2009, el Diálogo liberó "Una Segunda Posibilidad: Política de EE.UU. en la América", el informe preparado para fabricantes de política de los EE.UU. El informe abiertamente concedió que "la frustración popular puede  disminuir el auspicio para la democracia y mercados libres" en ambos Norte y Latinoamérica, aunque recomendó a los Estados Unidos que "obtenga una ratificación congressional de negocio y acuerdos de comercio libres firmados con Colombia y Panamá" mientras también preserve el "comercio libre en el hemisferio" como "objetivo critico de largo plazo".
En 2010, Michael Shifter, presidente del Diálogo, y Jorge Domínguez, Profesor y Vice Provost de Asuntos Internacionales en Harvard, organizó una reunión con los representantes de la comunidad política sobre prácticas e instituciones democráticas en Latinoamérica. En particular, las reformas constitucionales hechas por presidentes latinoamericanos, la influencia de crecer de la rama Ejecutiva sobre la rama Judicial, corrupción en instituciones gubernamentales y los retos a la democracia, avances en plazos de inclusión social, los efectos de las restricciones de crecer en los medios de comunicación y encima partidos de oposición en algunos países latinoamericanos, narcotráfico y delito organizados y las amenazas que  presentan a instituciones democráticas.
En 2015 el Diálogo se preocupó sobre las actividades de China en la Latinoamérica. Su análisis mostró que China aguantó $65 mil millones de deuda venezolana, y que en 2016, 92% de los préstamos de China dirigidos a Latinoamérica fueron a Ecuador, Venezuela y Brasil. En una entrevista Margaret Myers, directora del programa China y Latinoamérica en el Diálogo, llamó la diplomacia china y también política extranjera china "ligera  y  agresiva". Dijo "alianzas en la región entre China y ciertos países latinoamericanos que en alguna forma han  pensado provocar a los EE.UU. ya no parecen una consideración importante".

## Programas
El Diálogo Interamericano tiene cinco programas que lleva a cabo acontecimientos e iniciativas anfitrionas con fabricantes de política, dirigentes empresariales, periodistas, y analistas. Los programas también brinden análisis de producto e informes sobre sus asuntos respectivos en el hemisferio Occidental.

### Programa educativo
El Programa de la Educación defiende la calidad de educación a través de Latinoamérica. Se concentra en cinco iniciativas claves: desarrollo de niñez temprana, calidad de profesor, tecnología e innovación en educación, aprendizaje de lengua inglesa, y desarrollo de habilidades.
El Programa es anfitrión de varias conferencias y foros, incluyendo una conferencia con el gobierno de Colombia encima redactando una “Orden del día Regional en Desarrollo de Niñez Temprana” en 2017 y el Grupo Laborable encima Tecnología e Innovación en Educación, el cual empezó a reunirse en el 2019. El programa también regularmente emite informes y análisis a través de sus iniciativas, incluyendo un informe co-publicado con la Organización de Estados americanos llamado “Estrategias para Reducir Desigualdad Educativa en 2019” y un informe co-publicado con CAF @– Banco de Desarrollo de Latinoamérica sobre la educación técnica y el desarrollo profesional.

### Migración, Remesas, y Programa de Desarrollo
La Migración, Remesas, y Desarrollo busca el uso de análisis de política, implementación de proyectos, y asistencia técnica de migración y asuntos económicos transnacionales para entender tendencias actuales sobre la migración para desarrollo.
El programa corre el Observatorio de Industria de la Remesa, una iniciativa basada en proporcionar conocimiento sobre el mercado de remesa. Además, el programa se enfoca en análisis y ha publicado informes como “Tendencias Recientes en Migración americana Central” y un informe anual en Remesas a Latinoamérica. En Guatemala el programa ha implementando un proyecto con el soporte de la Agencia de EE.UU. para Desarrollo Internacional (USAID) para combinar educación financiera, acceso para abonar, soporte de diáspora, y programas escolares para promover el desarrollo en comunidades de alta emigración.

### Programa de Asia & Latinoamérica
El programa de Asia & Latinoamérica examina el gobierno asiático, especialmente de China, empresas y gobiernos con conexiones en Latinoamérica. Analiza, informa, y promueve “la  relaciones que promueven crecimiento responsable” entre las dos regiones.
El Programa China-Base de datos de Finanza de la Latinoamérica sigue miles de millones de dólares en financiación chino en Latinoamérica, y las conferencias de anfitriones del programa alrededor del mundo, incluyendo en México, China, y Japón. El programa también corre una beca China-Latinoamérica Becarios Young y promueve el análisis colaborativo.

### Peter D. Bell  Programa Estado de Derecho
El Peter D. Bell Programa Estado de Derecho promueve la ley convocando foros y debates de política y análisis comprensibles para fortalecer la governancia, crecimiento económico, y la democracia en Latinoamérica.
El programa organiza el Venezuela Grupo Laborable, el cual está presidido por la expresidenta de Costa Rican Laura Chinchilla y Embajador de EE.UU. Donna Hrinak, para promover respuestas de política con informes públicos y diplomacia privada. Además, es anfitrión de un symposio anticorrupción con el Banco de Desarrollo Interamericano y una conferencia anual con Fundamedios en medios de comunicación y la democracia en las América. El programa también publica informes y análisis, incluyendo compañías de seguridad privada y seguridad de ciudadano en la región.
Peter D. Bell, es un fundador del Diálogo Interamericano y el presidente de CARE USA.

### Programa de Industrias Energía, Clima, & Extractivos
El Programa de Energía, Clima, & Extractivos trabaja con análisis y fabricantes de política, dirigentes corporativos, y expertos para promover debates de política encima de inversión y desarrollo sostenible de los recursos naturales.
El programa tiene un comité de energía y de recursos de empresas y organizaciones regionales para hablar asuntos claves en la industria de la energía. Además, el programa corre la Latinoamérica Iniciativa de Transporte Limpio para levantar concienciación sobre vehículos eléctricos, proporciona oportunidades de colaboración entre gobiernos, empresas, y la sociedad civil, desarrollar lecciones para compartir por todas partes de Latinoamérica para así acelerar la adopción de vehículos eléctricos. El análisis y los informes en asuntos como la deforestación en la selva amazónica, control medioambiental, y el gas natural líquido en la América son también producidos por el programa.

## Iniciativas importantes
CAF Conferencia:
Establecida en 1996 como iniciativa de junta de CAF - Banco de Desarrollo de Latinoamérica, el Diálogo Interamericano, y la Organización de Estados americanos, la conferencia CAF amista más de 1,000 dirigentes mundiales para debatir y hablar los desarrollos más importantes de las Américas. Desde entonces, la conferencia ha crecido para ser el foro primario para fabricantes de política y analistas, periodistas, gobiernos y organizaciones internacionales, entrepreneurs e inversores, y representantes de sociedad civil para revisar el progreso en el Hemisferio Occidental y dirigir los retos pendientes.
Gala de premios:
El Inter-American Dialogue's Leadership for the Americas Awards Gala celebra individuos y organizaciones comprometidos a adelantar la governancia democrática, la prosperidad y la equidad sociales en el Hemisferio Occidental. El acontecimiento anual reúne  dirigentes mundiales superiores cuyas contribuciones excepcionales han sido instrumentales en dirigir los retos del hemisferio. Más de 400 invitados atienden la gala, comprendiendo una audiencia de los niveles más altos de gobierno, negocio, medios de comunicación y sociedad civil.
Foro Sol M. Linowitz 
Foro Sol M. Linowitz, establecido en 1996, está dedicado a mejorar la calidad de debate y comunicación en asuntos occidentales hemisféricos. El foro es tributo para el embajador Linowitz, miembro fundador y presidente. Reúne miembros del Diálogo una vez cada dos años para dirigir los asuntos más importantes que afectan las Américas. En el foro, miembros de Diálogo se conocen en sesiones y en talleres más pequeños, identifica soluciones cooperativas a problemas regionales, y desarrollar propuestas de consenso para acción. Estas discusiones producen un informe de política que revisa los asuntos principales y promueve recomendaciones de ofertas para la política y acción para gobiernos, organizaciones internacionales, y grupos privados. El informe está publicado y ampliamente circulado durante el hemisferio.

## Publicaciones
El Diálogo publica un servicio diario, llamado el  Advisor Latinoamericano, aquellos informan en tendencias y acontecimientos importantes en la región. Adicionalmente dos newsletters, la Energía latinoamericana Advisor y los Servicios Financieros latinoamericanos Advisor, son  publicados semanalmente.
Junto con los informes, el Diálogo publica ediciones del libro Unfulfilled Promises: Latin America Today en el 2019 en inglés, español, y portugués.

## Financiación
La financiación del Diálogo proviene de un grupo diverso de empresas, gobiernos, fundaciones y  organizaciones multilateral. En 2018, las subvenciones y las contribuciones representaron 35% de los ingresos del Diálogo, las subvenciones de gobierno contaron para un 26% y el programa corporativo proveyó un 15% adicional 15% 
Los donantes más importantes vienen de fundaciones en El Salvador, la Ford Fundación, Fundación de Luce del Henry, Vidanta Fundación y la Furgoneta Leer Fundación. Varios gobiernos, como Suiza, Corea del Sur, y los Estados Unidos,  financian a través de sus ministerios de asuntos extranjeros. Donantes del sector privado de alrededor del mundo, incluyendo la BMW Empresa, Pearson, y Ladrillera Santafé. La misión del Diálogo es también apoyada por organizaciones multilaterales que trabajan en la región, como el CAF-Banco de Desarrollo de Latinoamérica, el Banco de Desarrollo Interamericano, y la Organización de Estados americanos.

## Miembros
El Diálogo tiene 124 miembros de Latinoamérica, los Estados Unidos, Canadá, el Caribe, y España. 20 de sus miembros sirvieron como presidentes de sus países, 3 docena sirvieron  en el nivel de gabinete ejecutivo, 17 sirvieron en legislaturas nacionales, 25 son dirigentes empresariales o de finanza, y siete está asociado con los medios de comunicación.

## Consejo de administración
El Diálogo Interamericano es presidido por la  expresidenta  de Costa Rica Laura Chinchilla y  Thomas A. Shannon Jr. Sus co-sillas son Mack McLarty, Jefe de Casa Blanco anterior de Personal, y L. Enrique Garcia, presidente de CAF @– Banco de Desarrollo de Latinoamérica.
Otros miembros del Consejo de administración:
- David de Ferranti (EE.UU.)
- Fernando Henrique Cardoso (Brasil)
- Carla A. Hills (EE.UU.)
- Ricardo Lagos (Chile)
- Ernesto Zedillo (México)
- Enrique V. Iglesias (Uruguay)
- Roberto Teixeira da Costa (Brasil)
- Maria Fernanda Teixeira (Brasil)
- Arturo Sarukhan (México)
- Susana Malcorra (Argentina)
- Earl Jarrett (Jamaica)
- Donna Hrinak (EE.UU.)
- Maria Priscila Vansetti (Brasil)